# AMMECR1L
AMMECR1L (англ. AMMECR1 like) – білок, який кодується однойменним геном, розташованим у людей на 2-й хромосомі. Довжина поліпептидного ланцюга білка становить 310 амінокислот, а молекулярна маса — 34 499.
| 10         |  | 20         |  | 30         |  | 40         |  | 50         |
| ---------- |  | ---------- |  | ---------- |  | ---------- |  | ---------- |
| MGKRRCVPPL |  | EPKLAAGCCG |  | VKKPKLSGSG |  | THSHGNQSTT |  | VPGSSSGPLQ |
| NHQHVDSSSG |  | RENVSDLTLG |  | PGNSPITRMN |  | PASGALSPLP |  | RPNGTANTTK |
| NLVVTAEMCC |  | YCFDVLYCHL |  | YGFPQPRLPR |  | FTNDPYPLFV |  | TWKTGRDKRL |
| RGCIGTFSAM |  | NLHSGLREYT |  | LTSALKDSRF |  | PPLTREELPK |  | LFCSVSLLTN |
| FEDASDYLDW |  | EVGVHGIRIE |  | FINEKGVKRT |  | ATYLPEVAKE |  | QDWDQIQTID |
| SLLRKGGFKA |  | PITSEFRKTI |  | KLTRYRSEKV |  | TISYAEYIAS |  | RQHCFQNGTL |
| HAPPLYNHYS |  |            |  |            |  |            |  |            |

A: Аланін

C: Цистеїн

D: Аспарагінова кислота

E: Глутамінова кислота

F: Фенілаланін

G: Гліцин

H: Гістидин

I: Ізолейцин

K: Лізин

L: Лейцин

M: Метіонін

N: Аспарагін

P: Пролін

Q: Глутамін

R: Аргінін

S: Серин

T: Треонін

V: Валін

W: Триптофан

Кодований геном білок за функцією належить до фосфопротеїнів. 